# František Jursa
František Jursa (nascido em 1 de maio de 1933) é um ex-ciclista olímpico tchecoslovaco. Representou sua nação em três eventos nos Jogos Olímpicos de Verão de 1956.

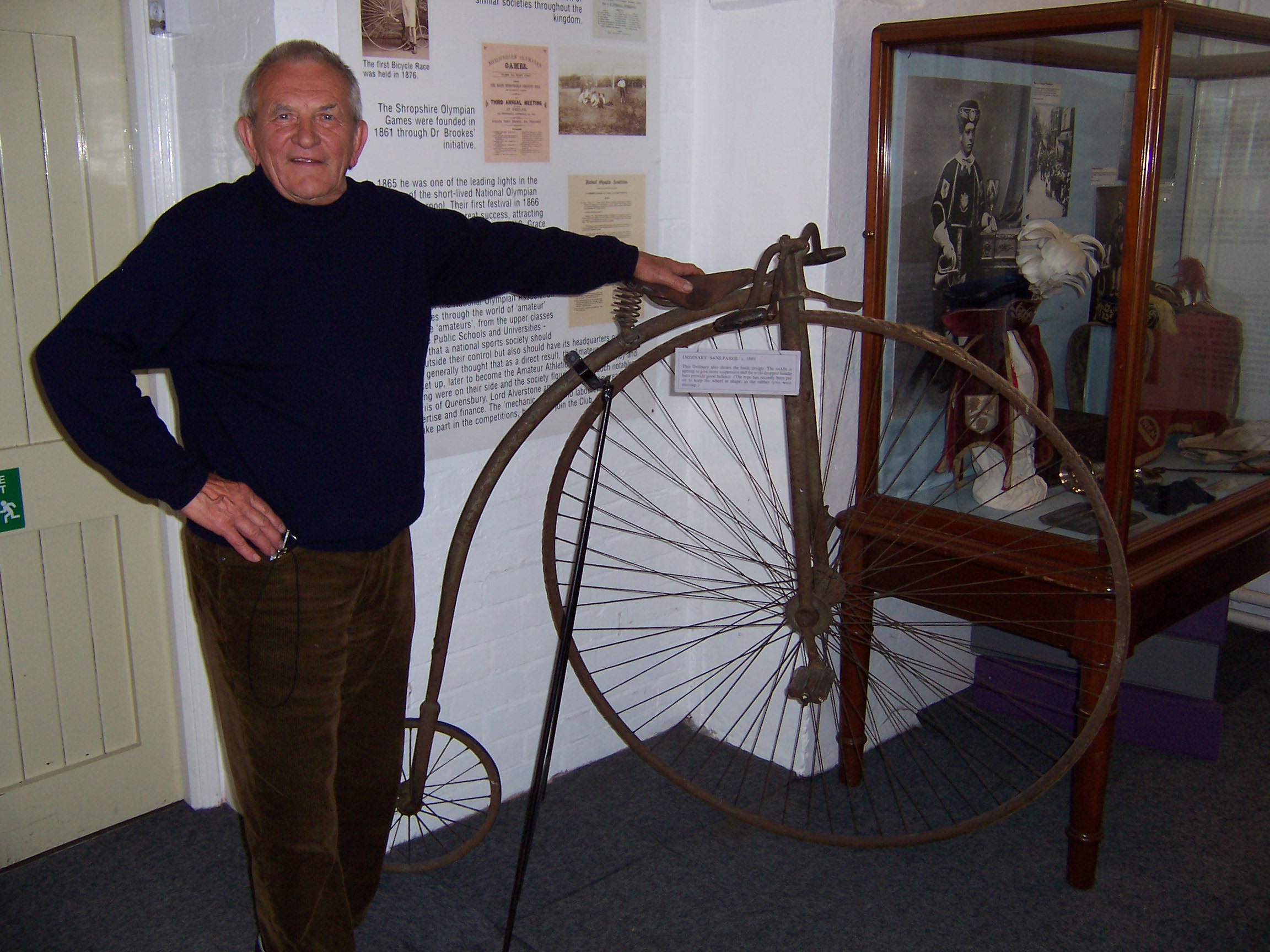
František Jursa em 2007